# Wolseley 24/30
Der Wolseley 24/30 war ein Wagen der oberen Mittelklasse, den Wolseley 1911 als erstes Sechszylindermodell herausbrachte.
Er hatte einen Sechszylindermotor mit 4961 cm³ Hubraum und Wasserkühlung. Der Wagen wurde auf einem Fahrgestell mit 3175 mm oder 3480 mm Radstand geliefert. Die verschiedenen Aufbauten waren zwischen 4648 mm und 4800 mm lang und 1778 mm breit.
1915 wurde die Fertigung kriegsbedingt eingestellt und erst 1919 wieder (mit auf 3556 mm verlängertem Radstand) wieder aufgenommen. Neben dem 5,0 l-R6-Motor gab es auch einen Antrieb mit verlängertem Hub, der einen Hubraum von 5344 cm³ ergab. Die Aufbauten waren 4851 mm lang und 1803 mm breit. 1925 lief die Produktion des mittelgroßen Sechszylindermodells aus.